# Grupo de rotação
Em mecânica (especialmente em mecânica quântica) e geometria, o grupo de rotação ou SO(3) é o grupo de todas as rotações sobre a origem de um espaço euclidiano tridimensional R3 sob a operação de composição.
Por definição, uma rotação sobre a origem é uma transformação linear que preserva o comprimento dos vetores e preserva a orientação (i.e. o sentido) do espaço. Uma transformação preservante de comprimento a qual preserva a orientação é chamada uma rotação imprópria.
Compondo duas rotações resulta em outra rotação; cada rotação tem uma única rotação inversa; e a função identidade satisfaz à definição de uma rotação. Apropriando-se das propriedades acima, o conjunto de todas as rotações é um grupo sob composição. Além disso, o grupo de rotação tem uma estrutura de variedade natural para a qual as operações de grupo são suaves; então ele é de fato um grupo de Lie.

## Topologia
O grupo SO(3) é simplesmente conectado. Ele pode ser visualizado como uma esfera em {\displaystyle R^{3}} de raio {\displaystyle \pi }. O vetor formado por cada ponto nesse volume indica o eixo de rotação. E o seu comprimento, o ângulo de rotação. Pontos antípodas na superfície da esfera representam a mesma rotação.[carece de fontes?]

## Elementos do grupo
Os elementos do grupo SO(3) são matrizes ortogonais R de dimensão 3 e, portanto, obedecem à relação:
{\displaystyle {\tilde {R}}R=R{\tilde {R}}=1}
Temos também que {\displaystyle det(R)=+1}, sendo portanto um caso especial do grupo O(3) onde {\displaystyle det(R)=\pm 1}.
Uma rotação qualquer será simbolizada por um matriz de rotação (letra latina maiúscula), função de um vetor (letra grega), cuja direção será o eixo de rotação e cujo comprimento, o ângulo de rotação. 
Exemplo:
{\displaystyle R({\vec {\alpha }})}
O produto de duas rotações é uma nova rotação pertencente ao grupo.
{\displaystyle R({\vec {\alpha }})R({\vec {\beta }})=R({\vec {\gamma }})},
onde
{\displaystyle {\vec {\gamma }}=\gamma ({\vec {\alpha }},{\vec {\beta }})}.

## Álgebra de Lie
A álgebra de Lie do grupo SO(3) é simbolizada como so(3). Ela representa o comportamento local (i.e. rotações infinitesimais) do grupo. A relação entre três elementos do grupo neste caso envolve uma operação chamada de Colchete de Lie. 

### Geradores
Os vetores que compõem o espaço vetorial desta álgebra são conhecidos como geradores do grupo, sendo assim definidos:
{\displaystyle (L_{i})_{jk}=-i\epsilon _{ijk}}
Como SO(3) é um grupo compacto, seus elementos podem ser gerados através da expressão
{\displaystyle R(\alpha )=exp(i\sum _{k}\alpha _{k}L_{k}).}
Em outras palavras, compondo diversas rotações infinitesimais, podemos obter qualquer rotação finita através da expressão acima.

### Colchete de Lie
É representado pelos seguintes comutadores:
{\displaystyle [L_{i},L_{j}]=c_{ij}^{k}L_{k}},
os quais também podem ser representados por
{\displaystyle [L_{i},L_{j}]=i\epsilon _{ijk}L_{k}}.
Eles qualificam o fato de que a ordem em que são efetuadas rotações sucessivas é importante para o resultado final obtido.

### Estrutura multiplicativa
Definindo-se as constantes {\displaystyle c_{ij}^{k}} (conhecidas como constantes estruturais do grupo) desta forma:
{\displaystyle c_{ij}^{k}=i\epsilon _{ijk},}
onde {\displaystyle \epsilon _{ijk}} é o tensor {\displaystyle \epsilon } ou símbolo de Levi-Civita.
Podemos então calcular a relação entre os ângulos:
{\displaystyle \gamma _{k}=\alpha _{k}+\beta _{k}+{\frac {i}{2}}c_{mn}^{k}\alpha _{m}\beta _{n}+...}
Este resultado indica que as constantes estruturais de fato definem o grupo.

## Representações
Se tivermos matrizes {\displaystyle A_{k}} que obedeçam à algebra de Lie do grupo, podemos através de exponenciação gerar um conjunto de matrizes D(R) possuindo um comportamento similar ao do grupo original. Este conjunto D(R) é conhecido como uma representação do grupo.
{\displaystyle D(R(\alpha ))=exp(i\sum _{k}\alpha _{k}A_{k}).}
Mais formalmente, uma representação é um mapeamento entre os elementos do grupo (a pertencente a G) e um certo conjunto de operadores lineares (D(a)) obedecendo à relação
D(a.b) = D(a)D(b).
Na mecânica quântica, a necessidade de se encontrar novas representações deriva do fato de que a função de onda é normalmente composta de uma combinação linear de autofunções de um operador. Após uma operação de rotação, a função pode se transformar como uma nova combinação linear das mesmas autofunções (ou autoestados).
Outra forma de entender o significado das representações é a seguinte:
Dada uma operação de rotação R, caracterizada por uma matriz ortogonal R, nós associamos um operador D(R) no espaço de ket apropriado tal que
{\displaystyle |\alpha >_{R}=D(R)|\alpha >,}
onde {\displaystyle |\alpha >_{R}} e {\displaystyle |\alpha >} significam os kets do sistema rotacionado e original, respectivamente. Note que a matriz 3x3 ortogonal R age sobre sobre uma matriz coluna constituída de três componentes de um vetor clássico, enquanto que o operador D(R) age sobre vetores de estados no espaço de kets. A forma matricial de D(R) depende da dimensionalidade N do espaço de kets particular em questão.

### Identidade de Jacobi
Naturalmente, os comutadores da álgebra de Lie de SO(3) obedecem à seguinte relação
{\displaystyle [[A,B],C]+[[B,C],A]+[[C,A],B]=0}
conhecida como Identidade de Jacobi.
Esta relação pode ser estendida às constantes estruturais do grupo.
{\displaystyle c_{ij}^{m}c_{mk}^{n}+c_{jk}^{m}c_{mi}^{n}+c_{ki}^{m}c_{mj}^{n}=0}

### Representação adjunta
Vamos definir n n x n matrizes de acordo com a fórmula
{\displaystyle (C_{i})_{j}^{~}k\equiv -c_{ij}^{k}}
como as constantes estruturais obedecem à Identidade de Jacobi, então pode-se provar que as matrizes {\displaystyle C_{i}} refletem as relações de comutação do grupo.
{\displaystyle C_{i}C_{j}-C_{j}C_{i}=c_{ij}^{k}C_{k}}
Através de exponenciação, podemos gerar uma representação do grupo conhecida como representação adjunta. Ela é a representação natural do grupo em sua própria álgebra de Lie.
No caso de SO-3, esta representação coincide com o próprio grupo original, sendo uma exceção à regra.

### Representação equivalente
Vamos supor que U é um operador que rearranja os componentes de uma função de onda {\displaystyle \psi }.
{\displaystyle {\hat {\psi }}=U\psi }
Podemos obter uma representação ligeiramente diferente a partir de uma representação existente D através da operação de similaridade
{\displaystyle {\hat {D}}=UDU^{-1}}
Esta nova representação é conhecida como uma representação equivalente. Sua importância advém do fato de que qualquer representação pode ser tornada unitária através do 'sanduíche' acima (na mecânica quântica, os operadores são unitários para que haja conservação de probabilidade).

### Representação irredutível
É uma representação que permanece invariante sob as rotações do grupo. As representações expressas pelos símbolos {\displaystyle \epsilon _{ijk}} e {\displaystyle \delta _{i}^{j}} (delta de Kronecker), interpretados como tensores, são exemplos de representações irredutíveis especiais. Observe que {\displaystyle \delta _{ij}} e {\displaystyle \delta ^{ij}} não são invariantes.
A essência do uso da teoria dos grupos está na identificação destas representações irredutíveis, já que representações em geral são representadas como a soma direta de representações irredutíveis. Elas revelam as simetrias sob as rotações.

## Composição de funções de onda
Até agora consideramos uma representação do grupo definida pela rotação do vetor tridimensional {\displaystyle {\vec {x}}=(x_{1},x_{2},x_{3})}. Vamos analisar a seguir como construir representações maiores.

### Composição numa mesma partícula
Considere dois vetores {\displaystyle {\vec {x}}=(x_{1},x_{2},x_{3})} and {\displaystyle {\vec {y}}=(y_{1},y_{2},y_{3})} transformando sob rotações. Juntos eles formam um vetor de seis dimensões {\displaystyle {\vec {z}}=(x_{1},x_{2},x_{3},y_{1},y_{2},y_{3})} que se transforma como
{\displaystyle {\vec {(}}z)\rightarrow {\vec {(}}z)'=D{\vec {(}}z)},
onde a matriz D pode ser decomposta em matrizes 3 x 3 da seguinte maneira:
{\displaystyle D=\left({\begin{array}{cc}R&0\\0&R\end{array}}\right)}
Esta é uma representação chamada de redutível, que pode ser considerada como a soma direta de duas representações tridimensionais, ou seja
{\displaystyle 6=3\oplus 3}

### Composição em múltiplas partículas
Considere um sistema composto de duas partículas livres com funções de onda {\displaystyle \psi _{1}({\vec {x}})} e {\displaystyle \psi _{2}({\vec {y}})}, onde {\displaystyle {\vec {x}}} e {\displaystyle {\vec {y}}} são as coordenadas das partículas. A função de onda {\displaystyle \Psi } do sistema combinado consiste em todos os produtos possíveis das duas funções de onda. Ou seja o produto tensorial, que é denotado por
{\displaystyle \Psi =\psi _{1}\otimes \psi _{2}}
Sejam {\displaystyle T_{ij}} todos os produtos transformando sob as rotações como
{\displaystyle T_{ij}'\rightarrow T_{ij}'=R_{ii'}R_{jj'}T_{i'j'}}
É possível decompor este produto em uma soma de termos irredutíveis, simplificando as equações.

## Momento angular
Na mecânica quântica (MQ), a teoria do momento angular pode ser totalmente deduzida a partir dos comutadores de so(3). O primeiro passo nesse sentido é determinar todas as representações irredutíveis de dimensão par do grupo SO(3).

### Definições
Os operadores observáveis em MQ são representados por matrizes hermitianas. Sejam as matrizes hermitianas {\displaystyle I_{k}}, então
{\displaystyle I_{k}^{\dagger }=I_{k}}.
Suponhamos que estas matrizes comutem de acordo com as regras do grupo, ou seja
{\displaystyle [I_{i},I_{j}]=i\epsilon _{ijk}I_{k}}.
Vamos definir o operador degrau como
{\displaystyle I_{\pm }=I_{1}\pm iI_{2}}.

### Operador Casimir
O operador Casimir é um operador construído para comutar com todos os geradores da representação. Neste caso, ele é definido como
{\displaystyle I^{2}=I_{1}^{2}+I_{2}^{2}+I_{3}^{2}}.

### Resultados
Após diversas manipulações, chegamos às expressões:
{\displaystyle I^{2}|l,m>=l(l+1)|l,m>}.
{\displaystyle I_{3}|l,m>=m|l,m>}.
{\displaystyle I_{\pm }|l,m>={\sqrt {l(l+1)-m(m\pm 1)}}|l,m\pm 1>},
onde {\displaystyle m=-l,-l+1,-l+2,...,l-2,l-1,l}. Ou ambos {\displaystyle l} e {\displaystyle m} são inteiros, ou ambos são inteiros mais {\displaystyle {\frac {1}{2}}}.
Este é um resultado muito importante. Ele mostra que este tipo de representação depende de um parâmetro {\displaystyle l}, de valor múltiplo de 1/2, agindo em um espaço constituído de {\displaystyle 2l+1} estados {\displaystyle |l,m>}. No grupo SU(2) estas fórmulas serão usadas para representar os momentos angulares quânticos orbital e intrínseco (spin).